# Bishop Kinkell
Bishop Kinkell is een dorp in de Schotse lieutenancy Inverness in het raadsgebied Highland, ongeveer 1,5 kilometer ten zuiden Conon Bridge.